# صادات (منظمة)
صادات منظمة تركية للخدمات الاستشارية والتدريبات العسكرية في مجال الدفاع الدولي.
تأسست صادات من قبل 23 ضباط وصف ضباط متقاعدين من مختلف وحدات القوات المسلحة التركية.

## الجدل حول الجيش الإسرائيلي
أثارت المنظمة ردود أفعال إعلامية عقب نشر صحيفة مقربة من الرئيس التركي رجب طيب أردوغان مقالة لصادات تقول، في سياق إعلان الرئيس الأمريكي نقل سفارة بلاده في إسرائيل إلى مدينة القدس، أن قوة عسكرية «من الدول الإسلامية» تستطيع «ردع» الجيش الإسرائيلي في ظرف 10 أيام.

## الدور في إفشال الانقلاب بتركيا
وأثار عضو بمجلس النواب التركي الجدل حول الدور الذي لعبته المنظمة في تركيا، في العمل على التصدي لقوات الجيش في محاولة الانقلاب على الرئيس التركي أردوغان.

وقال نائب عن حزب الشعب الجمهوري التركي لرئيس الحكومة بن علي يلدريم أنها «أصبحت محط جدل ونقاش بالرأي العام التركي في الآونة الأخيرة بعد (نشر تغريدات عن) إدعاءات مثيرة حولها.